# 直接民主主義のヨーロッパ連盟
直接民主主義のヨーロッパ連盟（ちょくせつみんしゅしゅぎのヨーロッパれんめい、英語:Alliance for Direct Democracy in Europe、略称:ADDE、フランス語:Alliance pour la démocratie directe en Europe）は、かつて存在した欧州懐疑主義派による欧州規模の政党。
2014年、欧州議会の自由と直接民主主義のヨーロッパ会派に所属する諸政党によって結成された。政党別ではイギリス独立党 (UKIP) が最大勢力で、2014年欧州議会議員選挙でADDEが獲得した27議席のうち21議席を占めていた。ADDEに所属しないことを選んだUKIPの欧州議会議員も3名いた。
その後、会計検査によって欧州連合 (EU) の資金の不適切な使用が確認され、2016年に活動を停止。公式には2017年5月24日をもって解散した。

## 加盟政党
| 所在国       | 政党名                                  |
| ------------ | --------------------------------------- |
| ベルギー     | 人民党 (ベルギー)                       |
| チェコ       | 自由市民党                              |
| フランス     | 立ち上がれ!共和国                       |
| ドイツ       | ドイツのための選択肢                    |
| リトアニア   | 秩序と正義                              |
| ポーランド   | ロベルト・イヴァシュキェヴィツ (KORWiN) |
| スウェーデン | スウェーデン民主党                      |
| イギリス     | イギリス独立党                          |
| ブルガリア   | スラヴィ・ビネフ (PROUD)                |